# Прайс, Николас
Николас (Ник) Рэймонд Лейдж Прайс (англ. Nick Price; 29 января 1957, Дурбан, ЮАР) — зимбабвийский спортсмен-гольфист.

## Биография
Родился в Дурбане, Южная Африка в британской семье британцев. Вырос в Родезии (ныне Зимбабве), учился в школе принца Эдуарда в столице Солсбери (ныне Хараре), где возглавлял команду по гольфу. После школы во время Войны в Южной Родезии служил в Родезийских ВВС.
Начал свою профессиональную карьеру в 1977 году в южноафриканском туре по гольфу, затем в 1983 году перешёл в европейский гольф-тур и PGA Tour.
К середине 1990-х годов Прайс считался лучшим игроком в мире. В 1992 и 1994 годах был победителем сезонного списка PGA Tour и British Open в 1994 году (получив приз в £110 000).
Всего за свою спортивную карьеру добился побед в 43 турнирах.
В 2003 году был занесен в Зал славы мирового гольфа. Имеет двойное гражданство Соединенного Королевства и Зимбабве.
В 2005 году награждён премией Bob Jones Award. Хотя Прайс продолжает играть профессионально, кроме того занялся дизайном для гольфа, создав собственную компанию, работающую во Флориде, и владеет собственной линией фирменной одежды для гольфа.